# کارسکیه
کارسکیه (به لهستانی:  Karskie) یک روستا در لهستان است که در گمینا رپکی واقع شده‌است.